# 康大营镇
康大营镇，是中华人民共和国吉林省通化市梅河口市下辖的一个乡镇级行政单位。

## 行政区划
康大营镇下辖以下地区：
慕家粉坊村、三十一户村、南五块石村、北五块石村、横头山村、鲜忠村、北赵家街村、前赵家街村、二道河子村、二道岗村、大桥村、孟家沟村、康大营村、三湾子村、宋家街村、民安村和黑嘴子村。